# Калгарський університет
Калга́рський університе́т (англ. The University of Calgary, акронім: UofC) — науково-дослідницький університет, розташований у центрі міста Калгарі, Канада, займає площу 2,13 км².
До 1966 Калгарський університет був частиною Альбертського університету. Нині налічує більш ніж 29 500 студентів і наукових співробітників. На кампусі університету для Зимових Олімпійських ігор 1988 збудували багато спортивних споруд, які складають так званий «Олімпійський Овал».
Серед відомих колишніх студентів — прем'єр-міністр Канади Стівен Гарпер, винахідник комп'ютерної мови Java Джеймс Гослінг, співзасновник Uber Гарретт Кемп, астронавт Роберт Терск та засновник Lululemon Athletica Чіп Вілсон. Університет підготував понад 170 000 випускників, які проживають у 152 країнах.

## Коледжі
До складу Калгарського університету входять такі факультети:
- Мистецтв
- Продовження освіти
- Освіти
- Природоохоронний
- Аспірантури
- Школа бізнесу Хаскейна, що включає програми МБА, докторські та постдокторські програми
- Кінесіології
- Права
- Медицини
- Медсестринський
- Інженерна школа ім. Шулич
- Науки з сімома відділеннями — біологічних наук, хімії, земних та атмосферних наук, математики і статистики, фізики, психології
- Соціальних наук
- Соціальної роботи
- Ветеринарії
- Банф центр

## Галерея

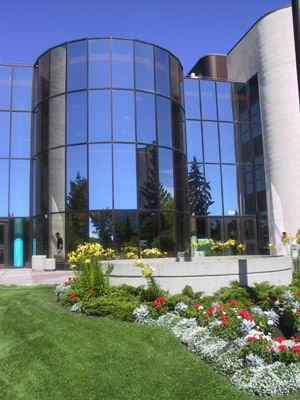
Студентський центр ім. Мак'юена
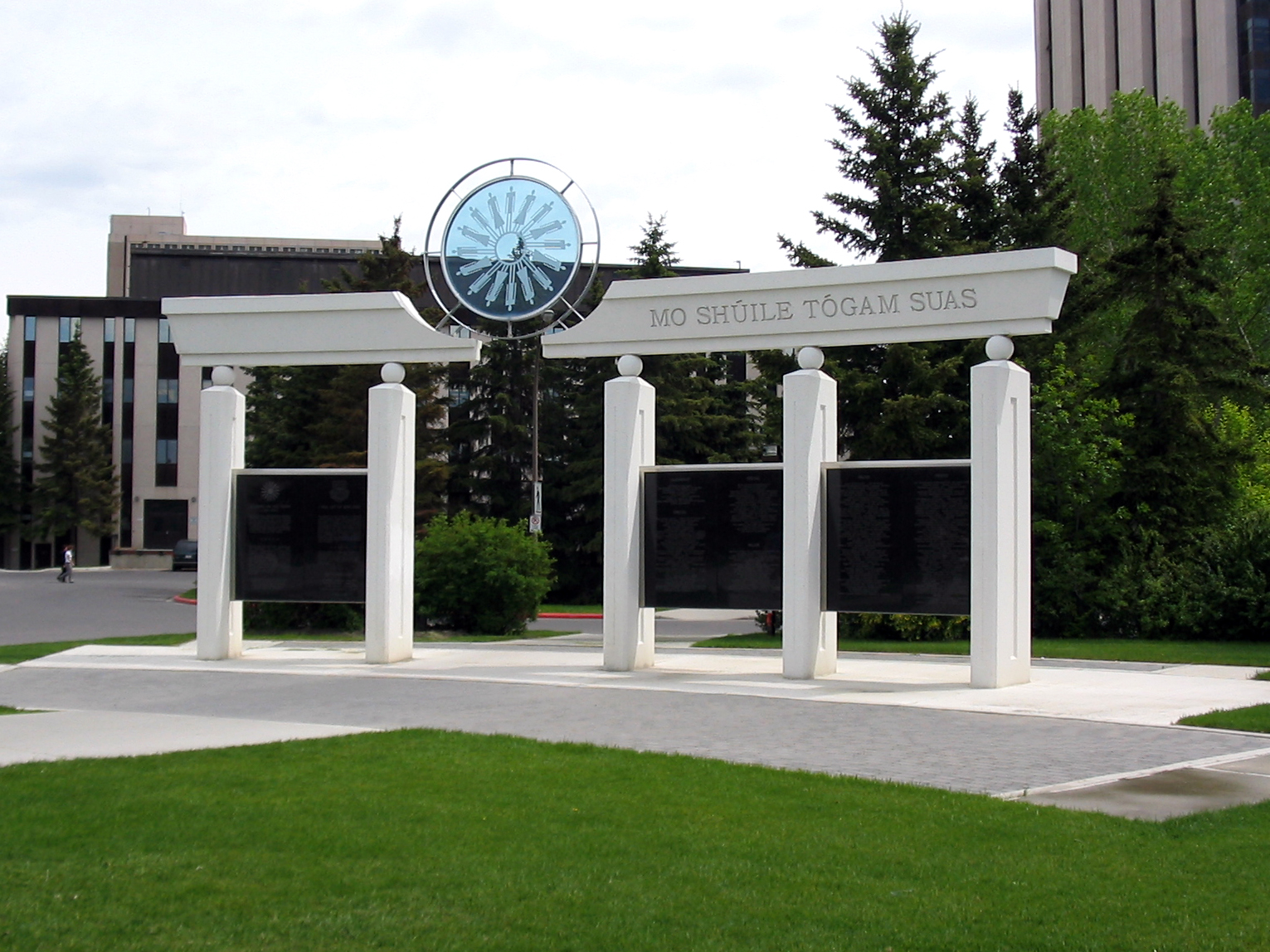
Споруда-пам'ятник
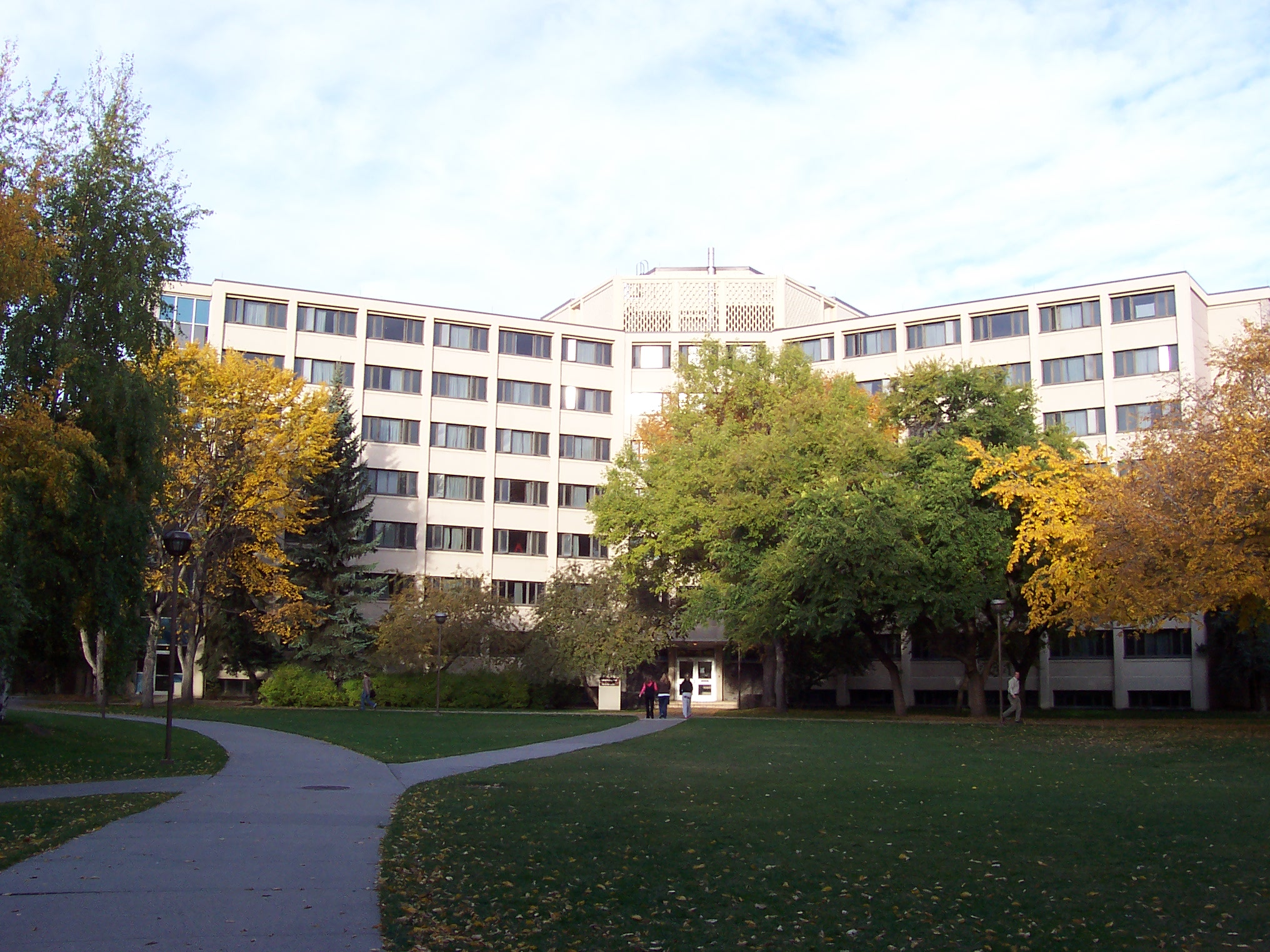
Канансіс Хол